# Vața de Jos
Vața de Jos là một xã thuộc hạt Hunedoara, România. Dân số thời điểm năm 2002 là 4301 người.